# TPPを考える国民会議
TPPを考える国民会議（ティーピーピーをかんがえるこくみんかいぎ）は、日本の国民運動団体。

## 概要

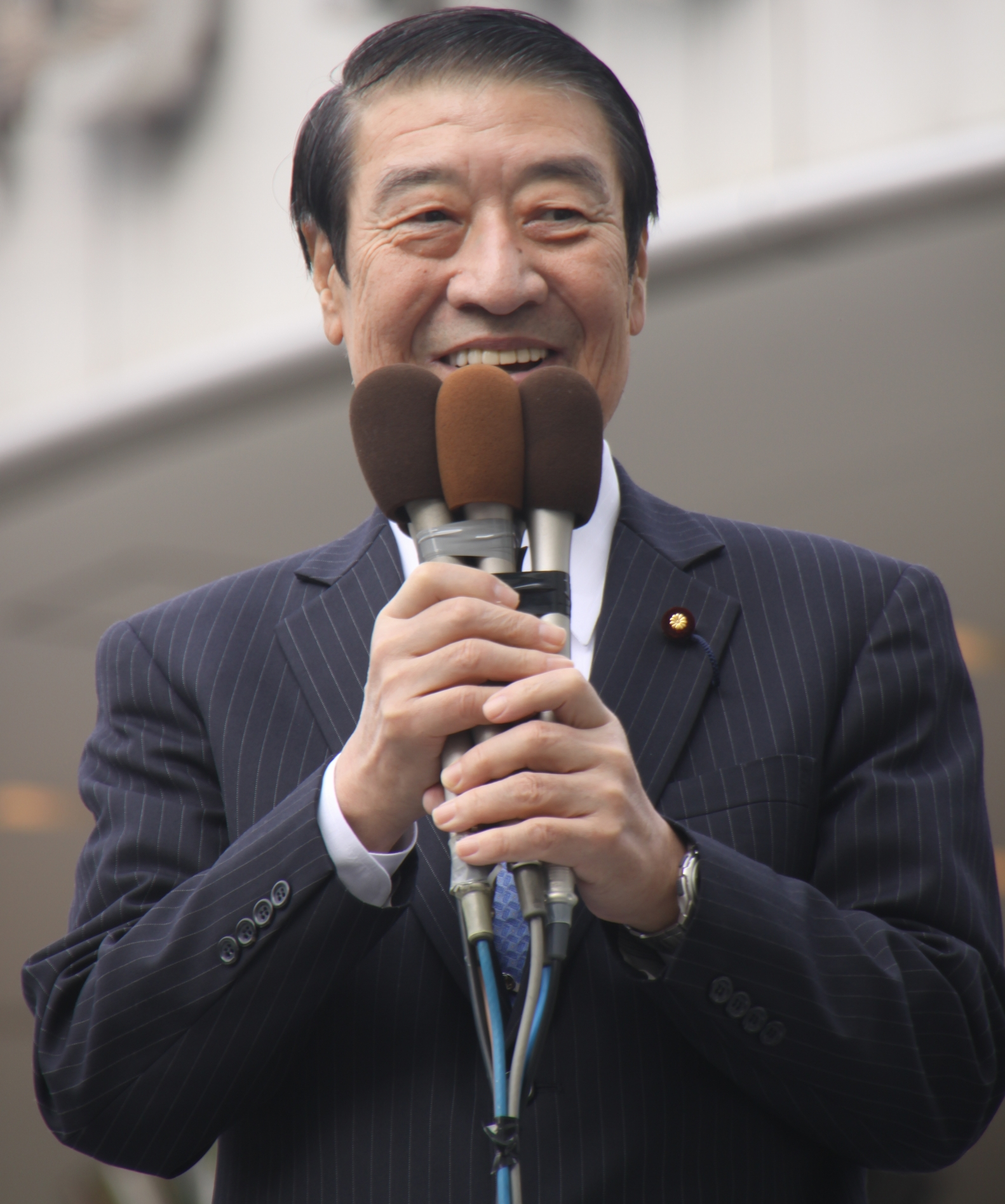
2011年11月5日、「TPP交渉参加に反対する街頭演説会」にて演説する副代表世話人の山田正彦

「TPPを考える国民会議」は、環太平洋パートナーシップ協定（TPP）に対して慎重な姿勢をとる団体である。TPPを考える国民会議は、その目的として「TPPへの拙速な参加でなく、真に国益に適う経済連携を求めること、さらに国民がTPPを判断するための十分な情報を提供するために、国民運動を展開する」としている。そのうえで「気候風土や文化、経済など様々な違いのある国家がともに共存し、持続可能な地域と世界をつくる」ことを目指すと主張している。
また、環太平洋パートナーシップ協定の懸念点として、関税の撤廃や、広範な適用範囲、農林水産業への打撃、食料安全保障への悪影響、伝統や文化への影響、などを列挙したうえで、国民生活にまで影響が及ぶのではないかと主張している。

## 沿革

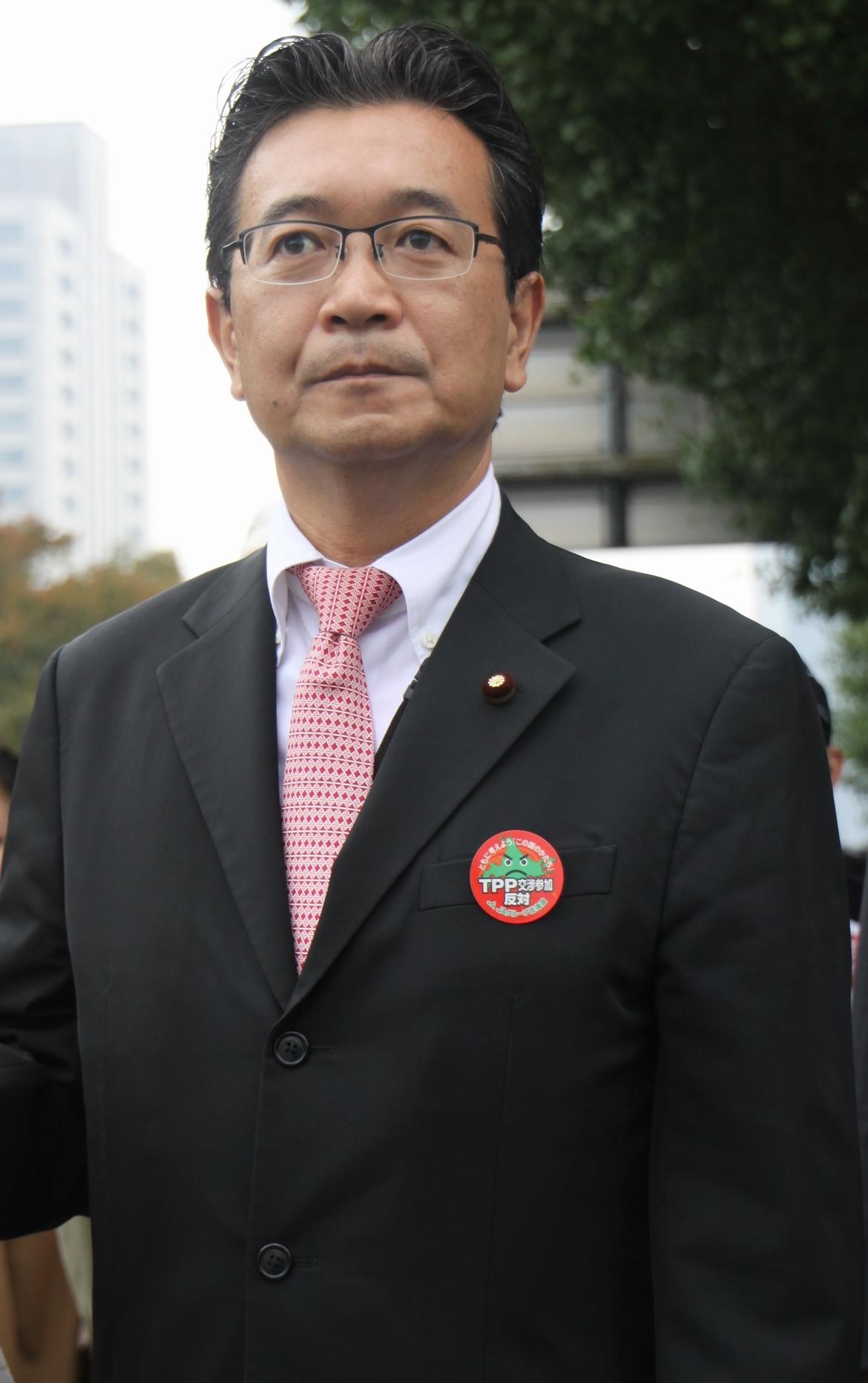
2011年11月5日、「TPP交渉参加に反対するデモ行進」にて「TPP交渉参加反対」バッジを着用した川内博史

環太平洋パートナーシップ協定に慎重な姿勢をとる民主党、社会民主党、国民新党、新党日本など超党派の国会議員約180名が集まり、議員連盟「TPPを慎重に考える会」を結成した。TPPを慎重に考える会の会長には、農林水産大臣などを歴任した衆議院議員の山田正彦が就任した。
2011年2月、東京大学名誉教授の宇澤弘文を代表世話人に迎え、新たな国民運動団体「TPPを考える国民会議」が発足し、山田は中央大学理事長の久野修慈とともに副代表世話人に就任した。また、慶應義塾大学経済学部教授の金子勝、青山学院大学教授の榊原英資、東京大学大学院農学生命科学研究科教授の鈴木宣弘、早稲田大学副総長の堀口健治、多摩大学名誉学長の中谷巌ら学者らが世話人に就任した。
代表世話人に就任した宇澤は「『環太平洋パートナーシップ』（TPP）参加が何を意味するかを明らかにし、日本の将来にどのような影響を及ぼすかについて、広く国民各層の考えをまとめて、大きな国民運動を展開する」との声明を発表した。その声明の中で、宇澤は「現在日本のおかれている危機的状況を超克して、真の意味で豊かな、そして人間的に魅力のある国を造ろう」と主張し「残されたわずかな力を振り絞って、TPPから日本を守る」との決意を表明した。
また、2011年11月には東京都にて街頭演説会を開催し、約1000人近い聴衆が集まった。副代表世話人の山田正彦に加え、衆議院議員の原口一博や参議院議員の山田俊男らが街頭演説会に参加するとともに、衆議院議員の篠原孝や川内博史らが先導するデモ行進などが行われた。

## 役員
| 役職         | 氏名       | 他の主要な役職（就任時）                                         |
| ------------ | ---------- | ---------------------------------------------------------------- |
| 顧問         | 鳩山由紀夫 | 元内閣総理大臣                                                   |
| 代表世話人   | 宇澤弘文   | 東京大学名誉教授、日本学士院会員                                 |
| 副代表世話人 | 久野修慈   | 学校法人中央大学理事長、元大洋ホエールズ球団社長、元大洋漁業専務 |
| 副代表世話人 | 山田正彦   | 衆議院議員                                                       |
| 副代表世話人 | 孫崎享     | 元防衛大学校教授                                                 |
| 世話人       | 金子勝     | 慶應義塾大学経済学部教授                                         |
| 世話人       | 榊原英資   | 青山学院大学教授、元慶應義塾大学教授                             |
| 世話人       | 鈴木宣弘   | 東京大学大学院農学生命科学研究科教授                             |
| 世話人       | 谷口信和   | 東京大学大学院農学生命科学研究科教授                             |
| 世話人       | 服部信司   | 東洋大学名誉教授、日本農業研究所客員研究員                       |
| 世話人       | 堀口健治   | 早稲田大学副総長                                                 |
| 世話人       | 森田実     | 政治評論家、森田総合研究所代表取締役                             |
| 世話人       | 高田明和   | 浜松医科大学名誉教授                                             |
| 世話人       | 今田美奈子 | 国際食卓芸術アカデミー協会会長、芸術文化勲章オフィシエ受章者     |
| 世話人       | 山中教子   | サウンドTAKA社長、元卓球世界チャンピオン                         |
| 世話人       | 梶井功     | 東京農工大学名誉教授                                             |
| 世話人       | 大田原高昭 | 北海道大学名誉教授                                               |
| 世話人       | 原中勝征   | 日本医師会会長、元東京大学助教授                                 |
| 世話人       | 児玉孝     | 日本薬剤師会会長                                                 |
| 世話人       | 萬歳章     | 全国農業協同組合中央会会長                                       |
| 世話人       | 成清一臣   | 全国農業協同組合連合会理事長                                     |
| 世話人       | 中谷巌     | 一橋大学名誉教授、多摩大学名誉学長                               |
| 世話人       | 下山久信   | 食と農の再生会議事務局長                                         |
| 世話人       | 南丘喜八郎 | 月刊日本主幹                                                     |
| 世話人       | 田淵隆明   | 公認システム監査人・IFRSコンサルタント（衆議院公聴会公述人）     |